# Авіакомпанії Чорногорії
Список авіакомпаній Чорногорії за типом.

## Регулярні
| Авіакомпанія                                | Зображення | ICAO | IATA | Позивний | Вузлові аеропорти | Початок операцій |
| ------------------------------------------- | ---------- | ---- | ---- | -------- | ----------------- | ---------------- |
| Air Montenegro (раніше Montenegro Airlines) |            | MGX  | YM   | MONTAIR  | Подгориця         | 1994 (2021)      |

## Чартерні
- Di Air (Подгориця, Тиват)[2]
- OKI Air International (Подгориця)
- Vektra Aviation (Подгориця)